# 석현 (전한)
석현(石顯, ? ~ ?)은 전한 후기의 관료로, 자는 군방(君房)이며 제남군 사람이다. 원제의 신임을 얻어 원제 시절의 정치를 좌지우지했으나, 원제 사후 성제에게 버림받아 몰락하고 자결했다.

## 생애
젊을 때 죄를 지어, 궁형을 받고 환관이 되었다. 중황문(中黃門)이 되어 중서(中書)에 발탁되었고, 선제는 중서 환관을 중용하여 환관 홍공을 중서령(中書令)에, 석현을 중서복야(中書僕射)에 임명하였다.
선제가 승하하고 원제가 즉위하였다. 원제는 정무보다 음악을 즐겨, 석현 등의 환관을 믿고 정치를 맡겼다. 이에 전장군 소망지·종정 유갱생·광록대부 주감 등이 석현을 축출하려 하자, 석현은 모략으로 소망지가 자결하게 하고, 유갱생과 주감을 파면시켰다.
원제가 즉위한 지 몇 해가 지나 홍공이 죽자, 석현이 중서령이 되었다. 태중대부(太中大夫) 장맹·위군태수 경방·어사중승(御史中丞) 진함·대조(待詔) 가연지 등이 원제에게 석현의 잘못을 아뢰어 축출을 건의하였으나, 석현은 그들의 죄를 찾아내어 경방과 가연지는 처형시키고, 장맹은 자결하도록 하였으며, 진함은 곤형(髠刑)에 처하게 하였다. 이로 인하여 대신들도 석현을 두려워하였다.
석현은 또 소부 오록충종과 중서복야 뇌량(牢梁), 어사중승 이가(伊嘉) 등과 교우하여 자신과 가까이 하는 자는 높은 자리에 앉혔다. 이들이 석현의 힘으로 지위를 얻은 것을 두고, 세간에서는
| “ | 뇌여, 석이여, 오록의 손님이여. 도장은 왜 그리 많은가? 인끈은 왜 그리 긴가? | ” |

라고 노래하였다.
석현은 또 좌장군 풍봉세가 아들 풍야왕과 함께 대신으로서 유명한 데다가 딸이 원제의 후궁으로 총애를 받는 것을 두고, 자신의 편으로 끌어들이고자 풍봉세의 아들 풍준(馮逡)을 원제에게 추천하였다. 풍준은 석현이 권력을 마음대로 휘두르는 것을 아뢰었고, 원제는 크게 노하여 그를 낭(郞)으로 되돌렸다.
이후 후임 어사대부를 정하는 자리에서, 대신들이 풍야왕을 추천하였다. 원제가 석현에게 묻자, 석현은 이렇게 답하였다.
| “ | 총애하는 후궁의 오라비인 풍야왕을 고르면, 후세 사람들은 폐하께서 후궁의 친족을 밀어주어 삼공으로 삼으셨다고 생각할 것입니다. | ” |

원제는 결국 풍야왕 대신 장담을 임명하였다.
석현은 일부러 궁문이 닫힌 밤에도 드나들 수 있도록 원제에게 허락을 구하였는데, 이후 석현이 밤에 멋대로 궁문을 열고 드나든다고 상주한 자가 있었다. 석현은 원제에게 아뢰었다.
| “ | 저를 시샘하여 모략하는 자가 있습니다. 크신 분부를 받들면서 모두를 기쁘게 하지 못하고 천하의 원망을 사니, 직책에서 물러나 궁궐 뒤뜰에서 비를 쓸며 목숨을 부지하게 된다면 다행이겠습니다. | ” |

원제는 석현을 동정하여, 그를 위로하고 상을 내렸다.
세간에서 유학자 소망지를 죽인 것으로 자신을 비난하자, 석현은 유학자들의 환심을 사기 위해 유학자 공우와 친분을 맺고 그를 천거하여 어사대부까지 승진시켰다. 이에 세간에서는 석현을 칭송하였고, 소망지를 시샘한 것이 아니라고 생각하였다.
원제의 만년에, 정도왕이 총애를 받아 황태자(성제)의 지위를 위협하였다. 석현은 황태자를 지지하였으나, 황태자는 즉위한 후 석현을 장신중태복(長信中太僕)으로 좌천시켰고, 몇 달 후에는 승상 광형과 어사대부 장담이 석현의 예전 죄를 고발하였다. 석현과 뇌량·진순(陳順) 등은 파면되고, 석현은 처자와 함께 고향으로 돌아가던 중에 근심으로 인하여 곡기를 끊고 죽었다. 또 오록충종은 현도태수, 이가는 안문도위로 좌천되어 세간에서는
| “ | 이는 안문으로, 녹은 현도로. 뇌와 진은 쓸모가 없어 내쳐졌구나. | ” |

라고 노래하였다.